# District d'Oropesa
Au Pérou, le district d'Oropesa est l’un des douze districts de la province de Quispicanchi située dans le département de Cusco.